# 贖夢
《贖夢》（英語：Peg O' My Heart）是2025年香港心理驚悚恐怖電影，由張家輝自編自導自演，及陳法拉、劉俊謙、袁富華及朱晨麗主演。2021年4月，獲電影發展基金轄下的「電影製作融資計劃」融資900萬港元。
2024年4月30日在意大利远东电影节舉行世界首映。

## 演員
- 劉俊謙 飾 文思豪
- 張家輝 飾 蔡辛強 / 沈卓仁
- 陳法拉 飾 紀慧玲
- 朱晨麗 飾 Donna
- 袁富華 飾 文思豪父親
- 袁綺雯 飾 文思豪母親
- 李凱賢 飾 駱達志（阿痴）
- 胡嘉盈 飾 駱達志妻子
- 許恩怡 飾 盧詠誼
- 黃子雄 飾 Richard Fu (院長)
- 吳嘉龍
- 張松枝 飾 Tony
- 黎彼得 飾 華哥
- 劉德華 飾 Vincent (Dr. Ching)
- 張文傑 飾 Vincent保鑣

## 製作
- 2022年12月20日，電影正式開鏡。2023年2月，舉行煞科宴[4]。

## 備註
1. ↑  截至2025年4月28日

## 外部連結
- 贖夢的Facebook專頁
- 贖夢的Instagram帳戶
- 贖夢的Threads（蔡辛強）
- 香港影庫上《贖夢》的資料（繁體中文）
- 豆瓣电影上《贖夢》的資料 （简体中文）
- 时光网上《贖夢》的資料（简体中文）
- 互联网电影数据库（IMDb）上《贖夢》的资料（英文）